# Holzverkohlungs-Industrie AG
Die Holzverkohlungs-Industrie Aktiengesellschaft (HIAG) war ein Unternehmen in der Branche von Holzverkohlung und Spezialchemie.

## Unternehmensgeschichte
Die Holzverkohlungs-Industrie Aktiengesellschaft (HIAG) war eine am 15. Dezember 1902 in Konstanz gegründete Aktiengesellschaft, die von Anfang als international ausgerichteter Trust alle wirtschaftlichen Aktivitäten der Holzverkohlungs-Industrie zusammenführen wollte. Ausdrücklicher Zweck war die
„Vornahme aller Geschäfte u. Handlungen, welche direkt oder indirekt mit der trockenen Destillation des Holzes in Verbindung stehen, insbes. Herstellung u. Handel von Holzverkohlungsprodukten, sowie Präparation derselben für bestimmte Zwecke u. Fabrikat.-Zweige; ferner Herstellung von chem. Produkten und Handel in solchen.“
Zugleich operierte die AG als „Erwerbs-Gesellschaft“ beispielsweise bei Beteiligungen oder der Übernahme ähnlicher Firmen: Bis kurz vor Ausbruch des Ersten Weltkrieges
- wurde sie rückwirkend zum 1. Januar 1902 für 250.000 Mark Eigentümerin der Chemischen Fabrik Konstanz Gebrüder Bantlin mit sämtlichen Aktiva und Passiva;
- beteiligte sich sie als Kommanditist an der Holzverkohlungs-Anlage und Essigsäure-Fabrik Hugo Blank in Trzynietz;
- erwarb sie sämtliche 1.250.000 frei handelbaren Aktien der Union, Aktiengesellschaft für chemische Industrie in Fiume; deren Dividende von 1904 und 1912 zwischen 6 und zuletzt 12 Prozent schwankten
- sämmtliche frei handelbaren 2.000.000 Aktien der Bantlinischen Chemische Fabriken AG in Perecseny, die die Verkohlung im slowakischen Černík betrieb mit Dividenden zwischen 7 und 16 Prozent
- sowie die Mehrheit aller Aktien der Bosnischen Holzverwertungs-AG in Teslić bei Gewinnausschüttungen von 0 bis 9 Prozent im Zeitraum von 1902 bis 1912.[1]

In den USA gründete die Stammgesellschaft gemeinsam mit Partnerfirmen 11903 die Perth Amboy Chemical Works mit Sitz in New York.
Neben dem Betrieb eigener Unternehmungen expandierte die HIAG auch in die waldreichen Flächen beispielsweise Deutschlands. So gliederte sie etwa 1910 durch Kooperationsverträge auch andere, eigenständige Unternehmen an, beispielsweise die ursprünglich mit 500.000 Mark Stammkapital und dann als GmbH agierende Hartmann & Hauers mit Sitz in Hannover, die wiederum in Bad Münder am Deister eine eigene Holzverkohlungs-Anlage unterhielt.

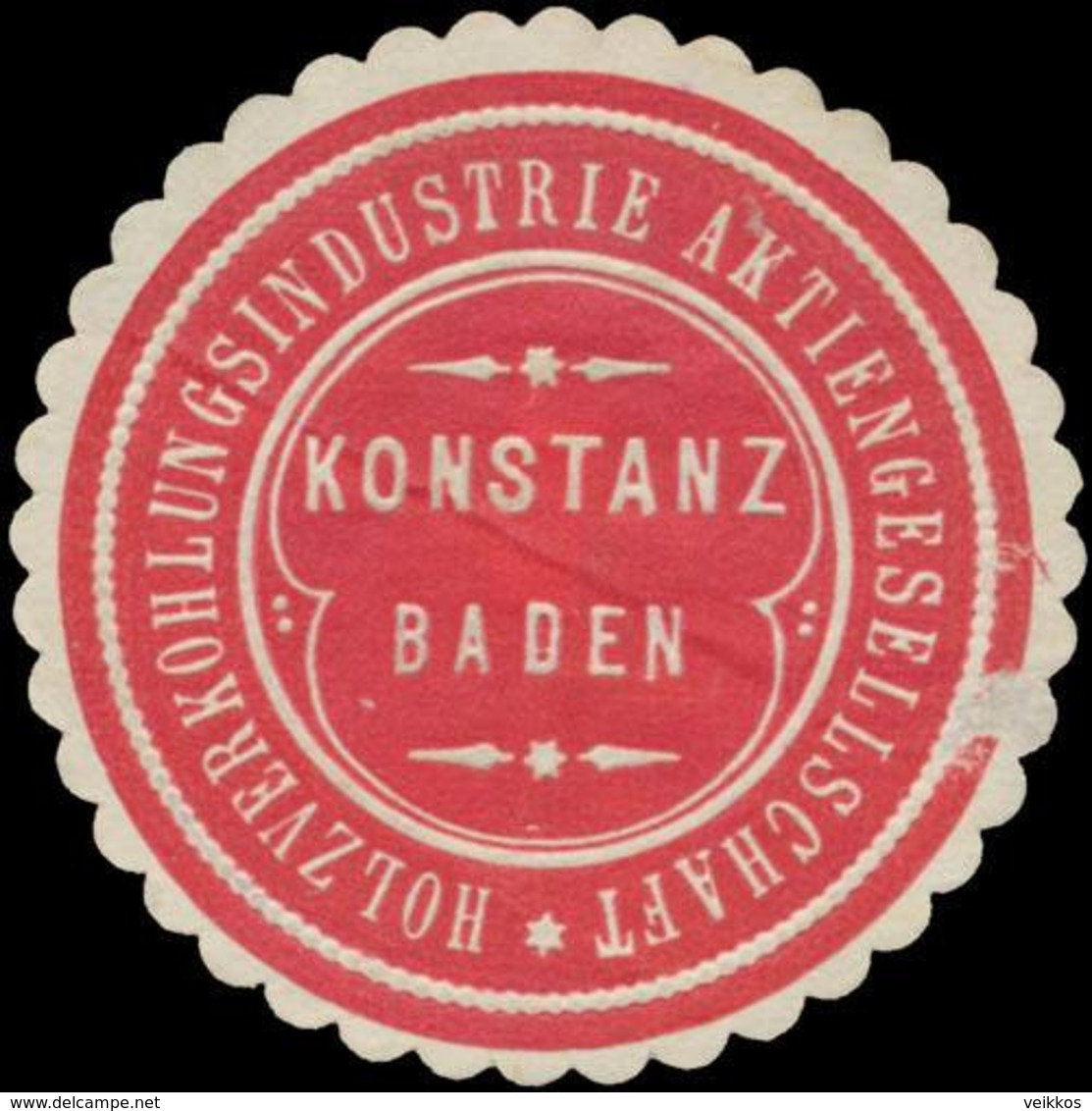
Siegelmarke der HIAG für Konstanz in Baden
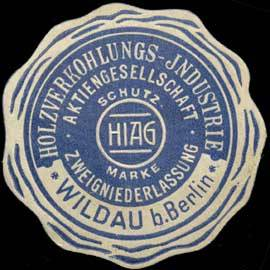
Siegelmarke Zweigniederlassung Wildau
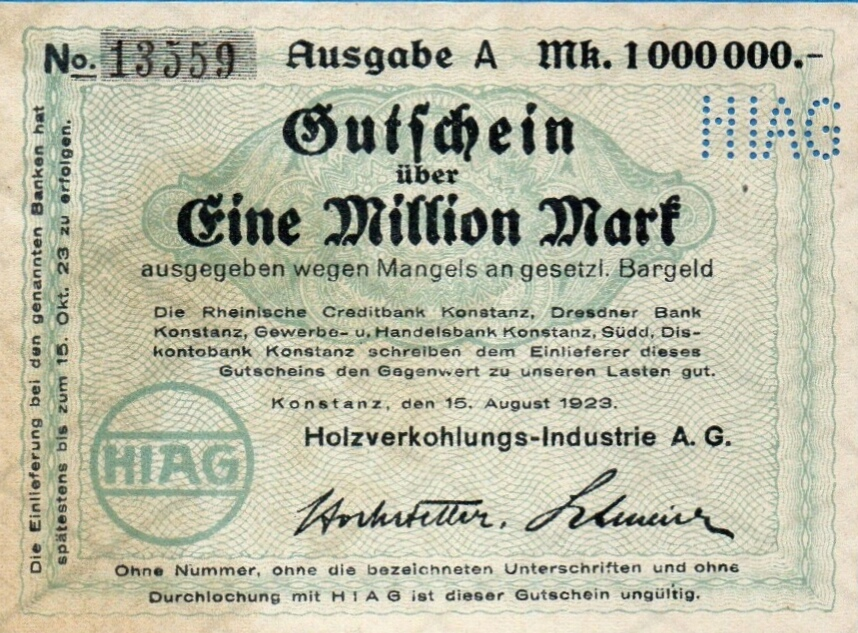
Notgeld–„Gutschein“ mit faksimilierten Unterschriften und Lochung HIAG vom 15. August 1923

Nach dem Ersten Weltkrieg gab die Aktiengesellschaft während der Deutschen Hyperinflation Notgeld heraus.

1925: Luftbildaufnahme über Konstanz; rechts die HIAG Holzverkohlungs-Industrie AG;
Foto: Walter Mittelholzer, Bildarchiv ETH Zürich

Im Zuge der Weltwirtschaftskrise fusionierte die HIAG 1930 mit der Degussa AG mit Sitz im Frankfurt am Main, die – nach der Übernahme des Vereins für Chemische Industrie und der Gründung der Hiag Holzverkohlungs-Industrie GmbH –  die Hiag-Verein Holzverkohlungs-Industrie GmbH gründete. Diese fungierte ab 1931 als Tochterunternehmen der Degussa und zugleich als Betriebsführungsgesellschaft der Werke der Konstanzer ehemaligen Holzverkohlungs-Industrie AG. Schwerpunkt dieses Unterfangens war die trotz der Bedingungen des Friedensvertrags von Versailles bereits in den 1930er Jahren wieder aufgenommene und Militärtechnik.
Zur Zeit des Nationalsozialismus wurden beispielsweise ab 1938 und bis in den Zweiten Weltkrieg hinein durch die HIAG unter Geheimhaltung im Hagenauer Forst Fabrikanlagen für die Kriegswirtschaft errichtet, die von 1942 bis 1945 unter der Firmierung PARAXOL GmbH und unter Einsatz von Zwangsarbeitern das Sprengstoff-Vorprodukt Pentaerythrit herstellte. Nach dem Einmarsch der Amerikaner wurde das Werk stillgelegt und demontiert.

## Schriften
- Ab 1906 bis 1930 gab die HIAG jährlich ihren Bericht über das [abgeschlossene] Geschäftsjahr, abgeschlossen mit dem 31. März [Vorjahr] heraus, der anfänglich auch als Bericht über die ... Betriebsperiode ... Reproduktion titelte.[8]
- Während des Ersten Weltkrieges publizierte die Hiag in Stuttgart und Konstanz von 1914 bis 1917 die Weltkrieg [Jahr] Hiag Weihnachtszeitung[9]

## Archivalien
Archivalien von und über die HIAG finden sich beispielsweise
- im Bundesarchiv, Standort Berlin-Lichterfelde als Sachakte für die Laufzeit 1941 bis 1944 unter dem Titel HIAG-VEREIN Holzverkohlungs-Industrie GmbH Bauleitung Welden ü/ Augsburg u. Paraxol GmbH Werk Welden.- Werkschutz u.a. betriebl. Abwehrmaßnahmen (v.a. Abwehrstelle im Wehrkreis München, Gestapo, Stapoleitstellen München, Augsburg, Abwehrbeauftragte) aus der Provenienz der „Bauleitung-Z der HIAG-VEREIN Holzverkohlungs-Industrie GmbH Welden ü/ Augsburg sowie G.J. "Z" der Paraxol GmbH Werk Welden“; Archivsignatur NS 3/33[10]